# Долежал, Рэйчел
Рэйчел Энн Долежал (англ. Rachel Anne Dolezal или Doležal, род. 12 ноября 1977 года) — американская правозащитница и активистка, боровшаяся за права афроамериканцев.
Занимала должность президента регионального отделения «Национальной ассоциации содействия прогрессу цветного населения» (NAACP), крупной правозащитной организации афроамериканцев.
Получила широкую известность в 2015 году после журналистского расследования, в ходе которого выяснилось, что она врала о своей расе.
Долежал, будучи белой женщиной, утверждала и продолжает утверждать, что она наполовину негритянка.
При этом она подкрашивала лицо косметическими средствами, делала афрокосички или носила курчавые парики.
В результате расового скандала Долежал потеряла свой пост в NAACP, а также все правозащитные и преподавательские должности, которые она на тот момент занимала.
После разоблачения она стала заявлять, что является трансрасовой женщиной и идентифицирует себя как чёрная, хотя биологически является белой.
В 2016 году она сменила имя на Нкечи Амаре Диалло, а годом позже выпустила книгу мемуаров, в которой излагала свою биографию и взгляды на собственную идентичность.
В 2018 году режиссёр Лора Браунсон сняла документальный фильм о Долежал под названием «The Rachel Divide» («Раскол имени Рэйчел»).

## Биография
Рэйчел Долежал родилась в 1977 году в сельской местности штата Монтана около города Трой в семье христиан-пятидесятников фундаменталистского толка Лоуренса Долежала и Рутэнн, урождённой Шертель.
Роды произошли дома; Рэйчел — второй ребёнок в семье, у неё был брат Джошуа Долежал, родившийся на 2 года раньше.
По утверждению Джошуа, жизнь семьи Долежалов во время их детства напоминала жизнь американских первопоселенцев на фронтире, то есть на границе между освоенной территорией и Диким Западом.
Отец, по словам Джошуа, считал, что богом ему дан дар разговора на иных языках, и перед ужином обычно читал семейству вслух главу из Библии; мать однажды чуть не умерла от кровотечения после выкидыша, но в больницу не поехала, ссылаясь на волю божью; оба верили в сотворение Земли за 6 дней.
Когда собственные дети Долежалов достигли подросткового возраста, Лоуренс и Рутэнн между 1993 и 1995 годами усыновили четырёх темнокожих малышей: мальчиков Эзру, Изайю и Захарию и девочку Эстер.
Рэйчел находилась на домашнем обучении по программе частной школы Christian Liberty Academy («Академия христианской свободы») и окончила её с высшим возможным баллом в 1996 году.
Затем она поступила в частный христианский университет Белхэвен в штате Миссисипи.
Во время учёбы в Белхэвене она познакомилась со своим будущим мужем, афроамериканцем Кевином Муром, на подработке в почтовой компании UPS.
В 2000 году Долежал закончила Белхэвен со степенью бакалавра, после чего вместе с Муром переехала в столицу США город Вашингтон, где поступила в Говардский университет, который считается «Гарвардом для чёрных».
В том же году Долежал вышла замуж за Мура и сменила фамилию на Мур.
Долежал закончила университет в 2002 году со степенью магистра изящных искусств и в том же году родила сына Франклина Мура.
В 2004 (по другим источникам — в 2005) году Долежал развелась с мужем, получившим к тому времени профессию врача-терапевта, и вместе с сыном переехала в город Кёр-д’Ален в штате Айдахо.
В 2005 году она устроилась на неполный рабочий день преподавателем живописи в общественный колледж северного Айдахо, где проработала до 2013 года.

### Начало расовой мистификации
Рэйчел Долежал, по-видимому, начала представляться негритянкой не позднее 2008 года, так как в этом году она устроилась на работу в «Институт по образованию в области прав человека» (Human Rights Education Institute, HREI) в Кёр-д’Алене — организацию, предоставляющую общеобразовательным школам курсы по искоренению расизма.
Её коллеги в HREI считали, что она негритянка.
Культурой американских негров Долежал увлекалась с давних пор — по словам её отца Лоуренса, при поступлении в Говардский университет в 2000 году художественное портфолио Долежал целиком состояло из рисунков негров, вследствие чего в университете, не видя её, поначалу сочли, что она негритянка, и дали ей грант на обучение.
Однако в то время Долежал ещё не пыталась изображать чернокожую, и когда она начала ходить на занятия, стало очевидно, что она белая.
Согласно воспоминаниям её приёмного брата Эзры, во время учёбы Долежал часто жаловалась на расизм со стороны негров и утверждала, что в университете преподаватели относятся к ней не так, как к остальным студентам, потому что она белая.
В 2002 году она подала в суд на университет, утверждая, что её несправедливо дискриминировали на основании беременности и белой расы, перестав выплачивать грант и не предоставив ей преподавательские должности, на которые она подавала заявки.
Однако в 2004 году судебное дело и апелляция по нему завершились проигрышем Долежал.
По мнению Эзры, Долежал «возненавидела белых» именно после учёбы в Говардском университете.
По словам Эзры, Долежал очень любила возиться с причёской своей приёмной сестры Эстер.
Для курчавых негритянских волос используются специальные косметические средства, и Долежал приобрела большие познания в этом деле.
Примерно в 2009 году Эзра заметил, что Долежал использует эти средства на себе, а затем она начала мелко завивать волосы и подкрашивать косметикой лицо, чтобы её кожа казалась темнее.
Долежал неоднократно жаловалась в полицию на разнообразные преступления в отношении себя, в том числе на преступления на почве расовой ненависти; при этом в полицейских отчётах от 2005 года её раса указана как белая, от 2009 года — чёрная.

### Жизнь под личиной
Начав представляться негритянкой, Долежал стала работать в образовательных и правозащитных организациях, связанных с защитой прав чернокожих.
В 2008 году она начала работать в HREI, но уволилась с должности заведующего учебной работой (education director) 2 года спустя, утверждая, что столкнулась с дискриминацией.
Уйдя из HREI, Долежал в 2010 (по другим источникам — в 2007) году устроилась лектором на неполный рабочий день в Восточновашингтонский университет в штате Вашингтон и читала там разнообразные курсы по «чёрной культуре», такие как «Борьба чёрной женщины» (The Black Woman’s Struggle), «История африканского и афроамериканского искусства» (African and African American Art History), «История Африки» (African History), «Афроамериканская культура» (African American Culture), «Введение в афроамериканские исследования» (Intro to Africana Studies).
В 2010 году 16-летний Изайя Долежал, один из приёмных детей Лоуренса и Рутэнн, подал на эмансипацию от своих приёмных родителей.
Изайя утверждал, что Долежалы избивают его и других детей и грозят сдать их в приют, если они не будут слушаться.
Рэйчел Долежал с согласия родителей стала опекуншей Изайи, после чего начала называть его своим старшим сыном.
В марте 2014 года Долежал начала писать статьи для небольшой бесплатной еженедельной газеты The Pacific Northwest Inlander.
В мае того же года Долежал подала заявку на пост председателя независимой комиссии по надзору за полицией (Police Ombudsman Commission) в городе Спокан штата Вашингтон.
В заявке требовалось указать расу, и Долежал выбрала пункты «белые», «чёрные», «коренные народы» (индейцы) и «две и более расы».
Кандидатура Долежал была одобрена мэром города.
В ноябре 2014 года Долежал была избрана на пост президента регионального отделения NAACP в Спокане.

### Журналистское расследование
В 2015 году корреспондент газеты Coeur d’Alene Press («Пресса Кёр-д’Алена») Джефф Селль обратил внимание на статью о Рэйчел Долежал в ежедневной газете The Spokesman-Review («Докладчик-Обзор»), пишущей о событиях в Спокане.
В статье рассказывалось о том, что в почтовую ячейку отделения NAACP в Спокане пришёл конверт с угрозами в адрес Долежал.
Долежал заявила репортёру The Spokesman-Review" что авторы письма, вероятно, неонацисты или белые расисты, которые уже давно преследуют её.
Селль запомнил Долежал со времени её жительства в Кёр-д’Алене, где она тоже часто заявляла в полицию о том, что её преследуют неонацисты.
В одном из своих интервью она утверждала, что против неё за 3 года было совершено 8 преступлений на почве ненависти, включая несколько вооружённых ограблений и попытку похищения её сына Франклина.
До неё в Кёр-д’Алене никто не жаловался на повторяющиеся преступления на почве ненависти, поэтому когда она начала утверждать, что неонацисты не отстают от неё и в Спокане, Селль решил, что это подозрительно.
К тому же до него доходили смутные слухи о том, что Долежал вообще не негритянка.
Селль поднял все полицейские отчёты о преступлениях против Долежал в Кёр-д’Алене, какие сумел найти, и обнаружил, что ни в одном расследовании не удалось обнаружить преступника, а сами отчёты иногда содержат довольно странные обстоятельства.
Например, в 2009 году Долежал заявила в полицию о свастике, наклеенной на дверь «Института по образованию в области прав человека».
Обследовав место происшествия, полицейские записали в отчёт, что на дверь были направлены камеры видеонаблюдения, однако данные с них не сохранились в результате скачка напряжения.
А в 2010 году Долежал заявила, что кто-то подвесил петлю — символ линчевания — под крышу для парковки автомобилей на участке, где стоял арендуемый ею дом.
Полиция связалась с хозяином дома, который заявил, что петлю, вероятнее всего, сделал он сам годом раньше, и она нужна была ему для подвешивания оленьей туши.
Уже после разоблачения Долежал другие журналисты обнаружили ещё несколько курьёзных отчётов о преступлениях против неё в Спокане, где фигурировали; петля, положенная неизвестными на крыльцо дома Долежал, расист, обозвавший её сына Франклина «ниггером» на улице и загнавший его в магазин, и двое неизвестных, вломившихся в её дом.
«Автора» петли на крыльце найти не удалось, но относительно Франклина стало известно, что в магазин он зашёл самостоятельно, а вторжение в дом заключалось в том, что какие-то люди, разыскивая нужный адрес, по ошибке зашли через открытую дверь, извинились и ушли.
Селль попытался связаться с семьёй Долежал и обнаружил в соцсетях фотографию, на которой Долежал была снята с пожилым чернокожим мужчиной по имени Альберт Вилкерсон-младший.
Вилкерсон был подписан как её отец.
Но корреспондентка Морин Долан, коллега Селля, лично знала Вилкерсона и была уверена, что Долежал не его дочь.
Селль и Долан поделились найденным фото с местным телеканалом KXLY-TV, передающим новости Спокана, Кёр-д’Алена и окрестных населённых пунктов, и стали исследовать соцсети дальше.
В конце концов они вышли на Лоуренса и Рутэнн Долежалов.
Долежалы с большой неохотой согласились на интервью: в то время их старший сын Джошуа был арестован по делу о домогательстве к приёмной дочери Эстер, произошедшем в то время, когда ей было 6-7 лет.
Джошуа, выйдя из тюрьмы под залог, ждал суда, и Долежалы боялись, как бы повышенное внимание прессы к их семье не повредило ему.
Тем не менее Лоуренс и Рутэнн показали Селлю свидетельство о рождении Рэйчел, в которое они были вписаны родителями, и её детские фотографии, на которых была изображена белобрысая веснушчатая девочка.
На вопрос о своём происхождении Долежалы ответили, что они потомки чехов, немцев и шведов, а также имеют родство с американскими индейцами, но весьма отдалённое.

### Скандал
10 июня 2015 года Долежал давала интервью репортёру канала KXLY-TV. Репортёр сначала расспрашивал Долежал о получаемых ею угрозах, а затем показал ей фотографию из соцсетей с Альбертом Вилкерсоном и спросил, правда ли это её отец. Последовал такой диалог:
Репортёр: Это ваш папа?

Долежал: Да, это мой папа.

Репортёр: Вот этот человек ваш отец? Вот этот?

Долежал: У вас есть вопросы по этому поводу?

Репортёр: Да, мэм. Я бы хотел спросить, действительно ли ваш отец афроамериканец?

Долежал: Это очень… Я хочу сказать, не понимаю, что вы имеете в виду.

Репортёр: Вы афроамериканка?

Долежал: Я не… я не понимаю вопроса. Я сказала вам, что да, это мой отец. Он не смог приехать в январе.

Репортёр: Ваши родители, они белые?

Долежал: Я отказываюсь… *уходит и выключает свой микрофон*
Интервью мелкого местного канала привлекло мало внимания, но на следующий день, 11 июня 2015 года, Джефф Селль и Морин Долан опубликовали статью о Долежал в газете «Coeur d’Alene Press».
В статье говорилось о том, что Долежал на протяжении ряда лет делала заведомо ложные утверждения по поводу своей жизни, расовой принадлежности и преступлений в отношении себя.
Она неоднократно заявляла, что родилась от чёрного отца и белой матери, но воспитывалась матерью и белым мужчиной, который стал её отчимом.
В интервью студенческой газете Восточновашингтонского университета под названием «The Easterner» в феврале 2015 года Долежал рассказывала, что жизнь с белыми матерью и отчимом была крайне тяжёлой.
Она утверждала, что родилась в вигваме; что её семья и она сама ходила на охоту с луком и стрелами; что она некоторое время жила вместе с семьёй в ЮАР; что мать и отчим избивали её и других детей в семье кнутом, которым отгоняют бабуинов, и этот кнут оставлял на коже шрамы, «очень похожие на те, какие оставались от кнутов во времена рабства», а больше всего доставалось тем детям, у которых кожа была темнее; и, наконец, что во всех местах, где она жила, она неизменно сталкивалась с расизмом.
Биологические родители Долежал в статье Селля отрицали все эти заявления.
В интервью «The Easterner» Долежал утверждала также, что во время учёбы в Говардском университете её изнасиловал художественный руководитель, на которого она не стала подавать в суд, так как он был слишком богат и влиятелен, и что в 2006—2008 годах она лечилась от рака шейки матки.
Подтвердить или опровергнуть это не представилось возможным, хотя относительно рака Эзра Долежал позже выразил сомнение, поскольку, по его словам, в период предполагаемого лечения Рэйчел ни разу не упоминала о своей болезни.
Впоследствии журналист газеты «The Pacific Northwest Inlander» обнаружил ещё одно интервью Долежал, в котором она рассказывала подробности жизни своего «настоящего отца»: во время службы в армии он якобы перенёс 3 покушения со стороны своих белых подчинённых и был вынужден бежать с Юга после конфликта с белым полицейским.

### Реакция
12 июня 2015 года о расовой мистификации Долежал сообщили крупнейшие американские СМИ, такие как The New York Times, The Washington Post, CNN, NBC и множество других.
Новость поднялась на общенациональный уровень, и в считанные дни после разоблачения Долежал потеряла все свои правозащитные и преподавательские должности.
15 июня 2015 года Долежал объявила о своём уходе с должности президента регионального отделения NAACP в Спокане.
Руководство NAACP отметило, что увольнение не было обусловлено единственно расовой принадлежностью, поскольку к сотрудникам не предъявляются расовые требования, и должность Долежал ранее неоднократно занимали белые.
В тот же день Восточновашингтонский университет на запрос репортёров ответил, что Долежал у них больше не работает.
То же самое заявила газета «The Pacific Northwest Inlander», куда Долежал писала статьи.
18 июня 2015 года городской совет Спокана единогласно проголосовал за её отставку с поста председателя комиссии по надзору за полицией.
Полиция объявила об остановке производства по всем открытым делам о преступлениях на почве ненависти в отношении Долежал, заключив, что письма с угрозами она писала себе сама.
В довершение всего её обвинили в плагиате: её картина «Образ нашего рода» (The Shape of Our Kind) оказалась срисована с картины «Невольничье судно» британского художника XIX века Уильяма Тёрнера.
Оригинальная картина была написана по следам бойни на «Зонге», когда торговцы, перевозившие рабов на корабле, выбросили за борт полторы сотни негров, чтобы получить страховку за их смерть.
Сама Долежал, несмотря на репутационные потери, держалась спокойно.
Она утверждала, что «идентифицируется как негритянка», поскольку «все мы происходим с африканского континента».
Такое состояние она именовала трансрасовостью, что в её понимании было сходно с трансгендерностью, и впоследствии начала говорить, что идентифицируется как транс-негритянка.
По её мнению, расовая самоидентификация не имела ничего общего с реальным происхождением: «Я признаю, что биологически я белая и родилась от белых родителей, но я идентифицируюсь как чёрная», — заявляла она.
В другом интервью она сообщила: «Не скажу, что я афроамериканка, но я чёрная, и между этими словами есть разница».
Общественная реакция на расовую мистификацию Долежал в США была в основном негативной.
Многочисленные комментаторы обвиняли её в том, что она, используя свои «белые привилегии», много лет поддерживала так называемый блэкфейс, то есть карикатурный образ чернокожего, и дошла до неизмеримых глубин культурной апроприации, то есть неправомерно присваивала афроамериканскую культуру.
Её называли душевно нездоровой и говорили, что она, будучи белой, мошенничала и занимала места, которые должны были достаться чернокожим.
Кроме того, случай Долежал спровоцировал в американском обществе дискуссии об идентичности, в частности, отличается ли Долежал, «идентифицирующаяся как негритянка», от Кейтлин Дженнер, которая за 2 месяца до разоблачения Долежал заявила, что она — трансгендерная женщина.
Но находились у Долежал и защитники, которые утверждали, что она действительно ощущала себя негритянкой и пыталась привести свою внешность в соответствие с внутренним восприятием.
Были и те, которые считали, что расовый вопрос в её случае вообще не должен был подниматься, поскольку она была активной защитницей чернокожих, и значение имели исключительно результаты её работы на этом поприще, а не раса.
Некоторые комментаторы пытались понять, почему белая американка вдруг начала утверждать, что она негритянка.
Одна из бывших коллег Долежал по NAACP отмечала, что та, по-видимому, ассоциировала чёрную расу с угнетением и в публичных выступлениях часто пускалась в рассуждения о страданиях и горьком уделе чернокожих.
То же самое писала рецензентка мемуаров Долежал, вышедших двумя годами позже: по её мнению, у Долежал концепция бытия негритянкой была «пропитана фетишизацией тягот, боли и угнетения».
Британская газета The Independent приводила предположение профессора психологии о том, что расизм и борьба за расовую справедливость настолько увлекли Долежал, что она заигралась в идентификацию с угнетённой группой.
Долежал впоследствии заявила, что скандал в прессе был подстроен специально для того, чтобы в критический момент подорвать её репутацию.
В своих мемуарах она рассказывала, что начальник полиции Спокана и её старший брат Джошуа независимо друг от друга наняли частных детективов для сбора компромата на неё.
Начальнику полиции Долежал якобы мешала своим активизмом, так как состояла в комитете по надзору за полицией.
У Джошуа был другой интерес: он, по словам Долежал, знал, что она собиралась присоединиться к иску своей приёмной сестры Эстер и тоже заявить на суде о домогательствах с его стороны.
По мнению Долежал, если бы Джошуа обвинили в сексуальных преступлениях сразу две женщины, суд присяжных склонился бы на сторону Эстер.
Однако Джошуа сработал на опережение, и если бы Долежал попыталась выступить в суде после расового скандала, её словам не было бы никакого доверия.
Журналист Джефф Селль подтвердил, что с ним и с другими репортёрами сразу в нескольких местных СМИ действительно связывался частный детектив.
Однако к тому времени Селль уже и сам набрал достаточно большое количество информации о Долежал и чувствовал, что вполне может написать хорошую разоблачительную статью.
Информация, полученная от детектива, ему не пригодилась, а сам детектив решительно отверг версию о работе на начальника полиции.
Дело в отношении Джошуа было закрыто в июле 2015 года, обвинения против него были сняты, суд не состоялся.

### Дальнейшая жизнь
В феврале 2016 года Долежал родила второго сына и назвала его Лэнгстон Аттикус (англ. Langston Attickus) в честь поэта и драматурга Лэнгстона Хьюза и Криспуса Аттокса, первого убитого в Бостонской бойне, с которой началась война за независимость США (оба являются заметными фигурами в афроамериканской истории).
В октябре 2016 года Долежал сменила имя на Нкечи Амаре Диалло (англ. Nkechi Amare Diallo).
Это имя на смеси нигерийских языков игбо и фула.
Она написала мемуары под названием «В полном цвете: поиск своего места в чёрно-белом мире» (In Full Color: Finding My Place in a Black and White World), где пересказывала свою биографию и взгляды на расовую идентичность.
Издать эту книгу, по словам Долежал, было трудно: она получила отказ от 30 издательств, пока наконец не нашлось одно, согласившееся напечатать книгу в 2017 году.
В том же году Долежал заявила в интервью британской газете «The Guardian», что не может найти работу и получает продуктовые талоны — признак бедности, так как для их получения нужно иметь низкий доход.
Единственным её занятием были парикмахерские услуги для немногочисленных клиенток, так как она имела большой опыт работы с курчавыми волосами.
В мае 2018 года Долежал было предъявлено обвинение в мошенничестве.
Она получила 8847 долларов денежного пособия с 2015 по 2017 год, занизив свой доход и не указав выплаты от продажи книги, составившие примерно 83 924 долларов.
В марте 2019 года Долежал согласилась вернуть пособие и отработать 120 часов на общественных работах, чтобы не доводить дело до суда.
В августе 2023 года Долежал устроилась на работу инструктором для групп продлённого дня в школах города Тусон штата Аризона, но в феврале 2024 года руководство школьного округа обнаружило, что у Долежал есть страница на сайте OnlyFans, которым пользуются в основном порномодели, и Долежал размещает там свои порнографические фотографии, которые циркулируют и на других ресурсах в Интернете. После этого она была уволена за нарушение правил пользования соцсетями, которые обязательны к соблюдению для школьного персонала.

## Документальный фильм
В 2018 году режиссёр Лора Браунсон сняла документальный фильм о Долежал под названием «The Rachel Divide» («Раскол имени Рэйчел»).
Браунсон снимала фильм более двух лет, начав через месяц после скандала, и была удивлена, насколько упорно Долежал следует своей вымышленной расовой принадлежности.
Браунсон считала, что корни этого следует искать в отношениях Долежал с семьёй, так как признание себя белой означало бы для неё победу её родителей.
В одной из бесед, вошедших в фильм, Долежал сказала: «Я больше никогда не стану той… 18-летней белой девушкой в Монтане, выглядящей на 12 лет и носящей платья как у амишей. Я не смогу снова начать жить в таком режиме. Я не буду снова подвергать себя наказанию своих родителей».
Фильм вышел на платформе Netflix 27 апреля 2018 года и получил смешанные отзывы: одни рецензенты хвалили его за хороший баланс точек зрения, другие критиковали Браунсон за то, что она выбрала в качестве главной героини женщину, которую после всей её лжи вообще не стоило слушать.